# ELP Japan
Edison Laser Player (ELP) Japan es una empresa japonesa de equipos de audio fundada por Sanju Chiba, dedicada a la fabricación de tocadiscos láser.

## Historia
El origen del tocadiscos de ELP provino de una empresa estadounidense llamada Finial Technologies, dirigida por Michael Stoddard, quien diseñó el prototipo de un dispositivo capaz de reproducir discos de vinilo utilizando tecnología láser a mediados de la década de 1980. Desafortunadamente, esto coincidió con el auge comercial del CD, por lo que Finial entró en suspensión de pagos y vendió los derechos a ELP en 1989.
Las unidades se fabrican a medida bajo pedido: un precio típico a mediados de la década de 2000 era de entre 11.000 y 15.000 dólares. El tocadiscos utiliza una combinación de cinco láseres, que apuntan en diferentes direcciones del surco de un disco de vinilo para garantizar que se capte una señal constante. Debido a la tecnología láser, cargar y descargar un disco de vinilo es similar al proceso utilizado en la mayoría de los reproductores de CD de alta gama.
La reducción de componentes mecánicos significa que dispone de una mayor capacidad que los tocadiscos de aguja convencionales para reproducir discos, incluso aquellos con rayones y deformaciones, y también permite la selección directa de pistas como un CD, junto con la capacidad de cambiar el tono en incrementos pequeños, lo cual es físicamente imposible usando tecnología de CD.
Una desventaja notable de la tecnología láser utilizada es que no reproduce vinilos transparentes o de colores, que a veces se usaban para lanzar singles novedosos o material promocional. Otra es que, si bien la tecnología permite una captación de sonido superior, también "lee" todo el polvo y la suciedad en las ranuras en lugar de apartarlo, por lo que los chasquidos y estallidos pueden volverse mucho más pronunciados. Por lo tanto, se requiere una limpieza profunda y frecuente del vinilo.